# Vlasta Brablcová
Vlasta Brablcová (20. prosince 1922 Sezemice – 14. října 2001) byla česká a československá politička KSČ, v době pražského jara a počátku normalizace státní tajemnice v ministerstvu práce a soc. věcí ČSSR.

## Biografie
V období let 1943–1945 pracovala v zdravotnickém ústavu hlavního města Prahy. V roce 1948 se stala členkou KSČ. Roku 1949 absolvovala Vysokou školu politickou a sociální v Praze. Do roku 1950 pracovala na ministerstvu práce a sociální péče. V období let 1955–1956 byla ekonomkou ve Výzkumném ústavu strojů chladicích a potravinářských v Praze. Od roku 1956 byla zaměstnána jako odborná asistentka politické ekonomie na Vysokém učení technickém v Brně. K roku 1969 se uvádí na postu členky předsednictva Československého svazu žen. Publikovala odborné práce o životním stylu.
V lednu 1969 získala vládní post v československé druhé vládě Oldřicha Černíka jako státní tajemnice v ministerstvu práce a soc. věcí ČSSR. Portfolio si udržela i v třetí vládě Oldřicha Černíka do ledna 1970.